# Sprzęt burzący
Sprzęt burzący - jest to sprzęt używany przez straż pożarną, służący do wykonywania różnych prac rozbiórkowych na terenie akcji ratunkowej (np. wyburzenia pozostałości ścian grożących zawaleniem, rozbiórka naruszonych konstrukcji, itp.). Zalicza się do niego przede wszystkim różnego typu bosaki, kotwice, liny z hakami itp. 